# Somewhere (film)
Pour les articles homonymes, voir Somewhere.
Pour plus de détails, voir Fiche technique et Distribution.
Somewhere est un film américain réalisé par Sofia Coppola, sorti en 2010.
Le tournage a eu lieu à Los Angeles au studio American Zoetrope en juin 2009 et en Italie, entre autres à Milan. Il est produit par Fred Roos, Francis Ford et Roman Coppola. Il a gagné le Lion d'or à la Mostra de Venise 2010. Il a pour principaux interprètes Stephen Dorff et Elle Fanning.

## Synopsis
La scène d'ouverture commence avec une Ferrari noire circulant sur un circuit dans le désert, le moteur rugissant à chaque tour. Quand la voiture stoppe, Johnny Marco (Stephen Dorff) en sort. Marco est un acteur à succès à Hollywood qui, en dépit de son ascension, n'aime pas ce qu'est devenue sa vie. Trentenaire, il tourne essentiellement des films commerciaux.
Johnny réside au Château Marmont sur le Sunset boulevard, fréquenté par le Tout Hollywood.  Il voit débarquer sa fille de 11 ans, Cleo (Elle Fanning).

## Fiche technique
- Titre : Somewhere
- Réalisation : Sofia Coppola
- Scénario : Sofia Coppola
- Photographie : Harris Savides
- Montage : Sarah Flack
- Musique : Phoenix
- Producteurs : Fred Roos - Sofia Coppola - Francis Ford Coppola - Roman Coppola - Paul Rassam - G. Mac Brown
- Sociétés de production : American Zoetrope, Focus Features, Pathé Distribution, Tohokushinsha Film Corporation (TFC), Medusa Film
- Société de distribution : Focus Features
- Pays de production :  États-Unis
- Langue : anglais
- Budget : 7 millions $
- Box office : 13 936 909 $
- Genre : Film dramatique
- Durée : 98 minutes
- Dates de sortie : 
  - Italie : 11 septembre 2010 (Festival du film de Venise)
  - États-Unis : 22 décembre 2010
  - France : 5 janvier 2011

## Distribution

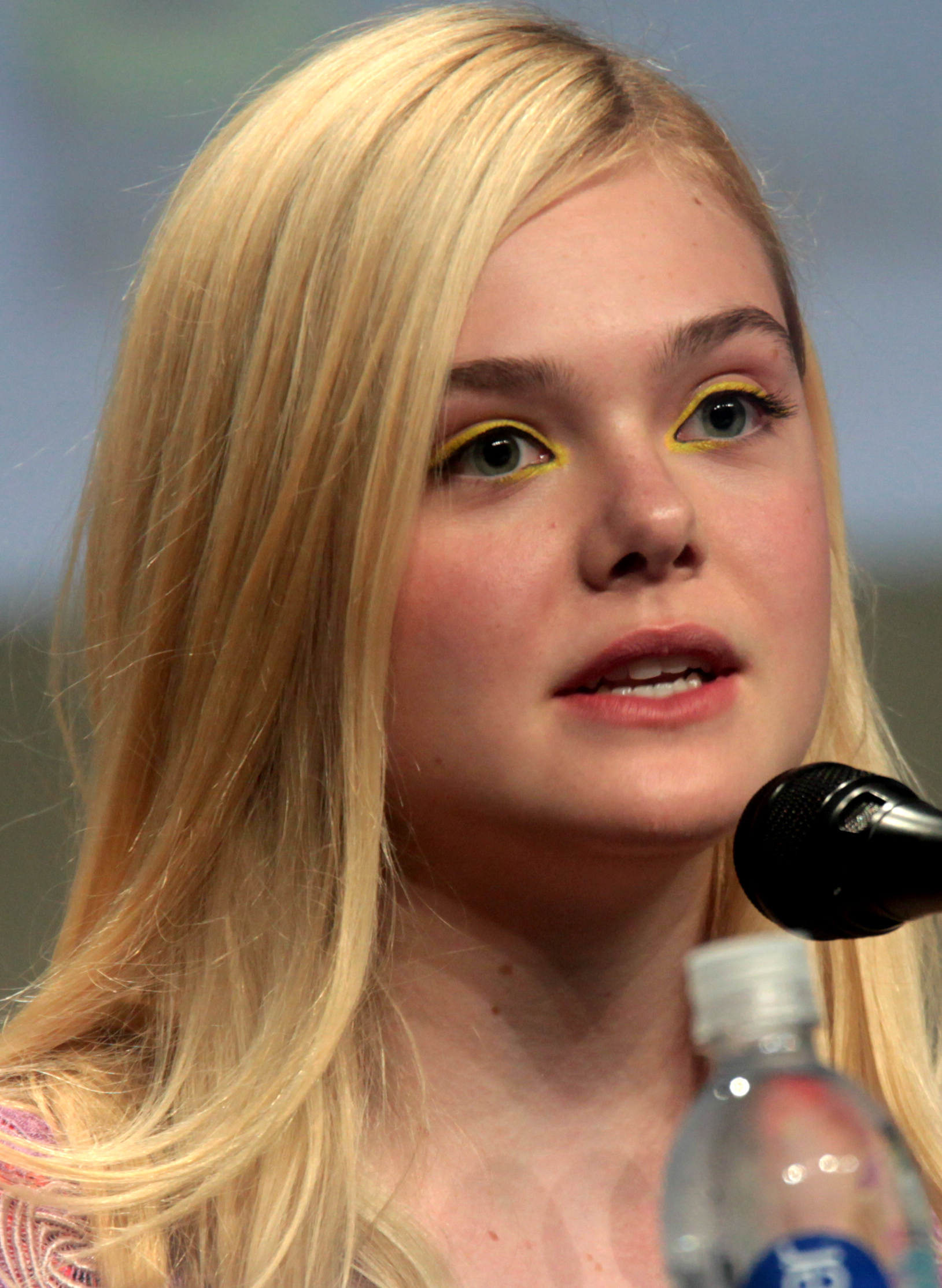
L'actrice principale Elle Fanning.

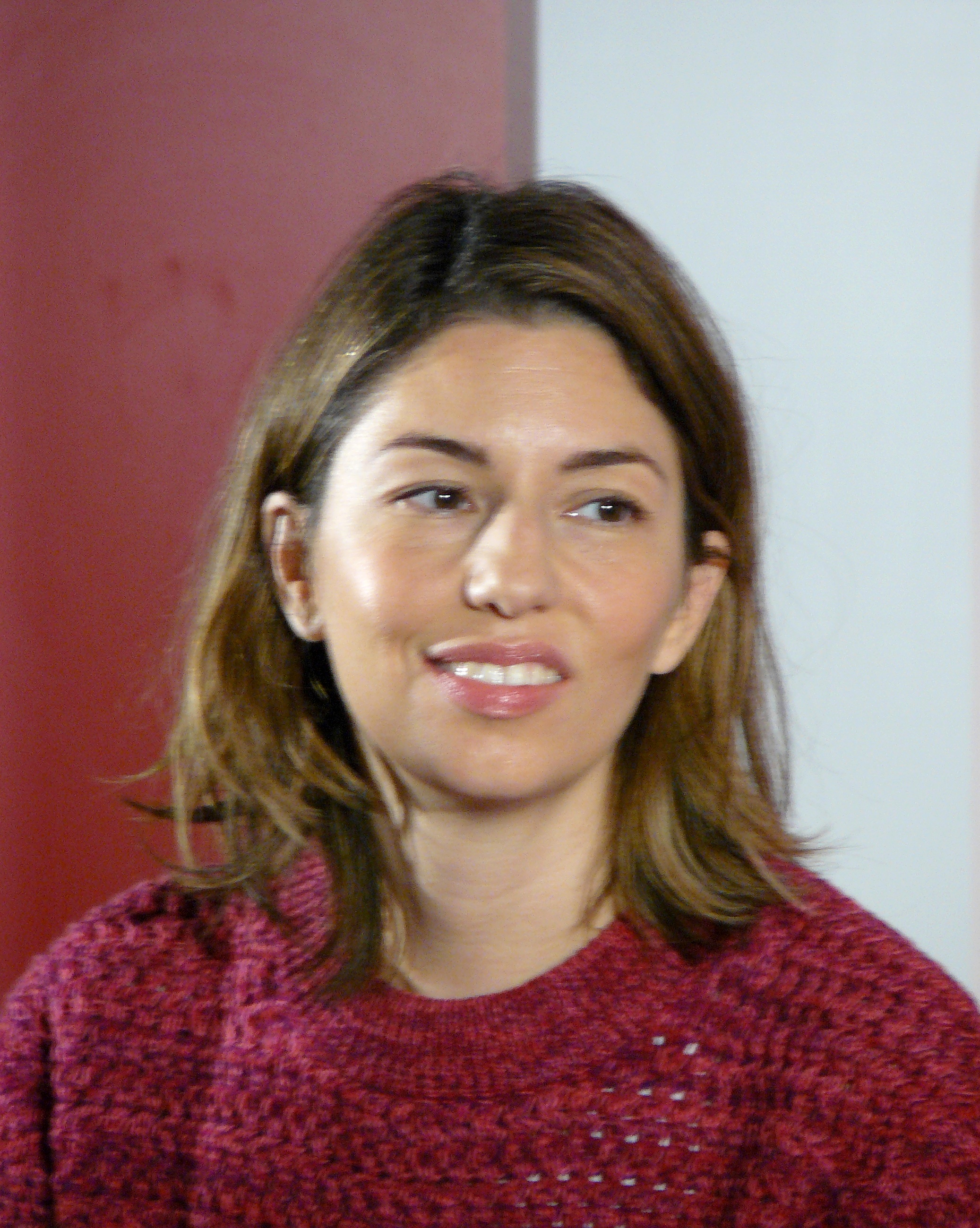
La cinéaste Sofia Coppola, à une masterclass autour du film, en 2010.

- Stephen Dorff (VF : Adrien Antoine) : Johnny Marco
- Elle Fanning (VF : Éloise Brannens) : Cleo[3]
- Chris Pontius (VF : Sébastien Fagliani) : Sammy[4]
- Laura Chiatti : Sylvia
- Lala Sloatman : Layla
- Ellie Kemper : Claire
- Simona Ventura : La présentatrice italienne
- Benicio del Toro : une célébrité[5]
- Michelle Monaghan : Rebecca[6]
- Kristina et Karissa Shannon : Cindy et Bambi
- Alden Ehrenreich : Un jeune acteur
- Laura Ramsey : La jeune femme déguisée en marin
- Maurizio Nichetti : lui-même

## Production

### Genèse
L'histoire s'inspirerait partiellement de celle de la réalisatrice et de son père Francis Ford Coppola, tout comme les Il ne faut jamais parier sa tête avec le diable de Federico Fellini et La Barbe à papa de Peter Bogdanovich.

### Bande-Son
La bande originale a été créée par Phoenix, le groupe de Thomas Mars, compagnon de Sofia Coppola.
1. Love Like a Sunset Part I – Phoenix
2. Gandhi Fix – William Storkson
3. My Hero – Foo Fighters
4. So Lonely – The Police
5. 1 Thing – Amerie
6. 20th Century Boy – T. Rex
7. Cool – Gwen Stefani
8. Che Si Fa – Paolo Jannacci
9. Teddy Bear – Romulo
10. Oh, Calcutta ! - The Meters[10]
11. Love Theme From Kiss – Kiss
12. I'll Try Anything Once – Julian Casablancas et The Strokes
13. Look – Sébastien Tellier
14. Smoke Gets In Your Eyes – Bryan Ferry
15. Massage Music – William Storkson
16. Love Like a Sunset Part II – Phoenix

## Réception

### Récompenses et distinctions
- 2010 : Lion d'or de la 67e Mostra de Venise

Sofia Coppola reçoit la plus prestigieuse récompense de la Mostra de Venise alors que la critique française et italienne lui réserve un accueil mitigé. On accuse de favoritisme le président du jury Quentin Tarantino, qui a eu une brève relation avec la réalisatrice. La polémique enfle lorsque Tarantino dévoile son top 20 des meilleurs films de l'année, Somewhere comme tous les films présentés à la Mostra n'y figurant pas. Il se défend en disant que les films présentés à Venise lorsqu'il était juré, sont jugés à part, bien que La Dernière Piste de Kelly Reichardt, qui était en compétition, est présent dans sa liste des plus mauvais films,,.

### Sortie vidéo
Focus Features le distribue dans le monde entier sauf en France (Pathé), au Japon (Tohokushinsha Film) et en Italie (Medusa Film).

## Autour du film
- La scène durant laquelle Stephen Dorff se retrouve dans l'ascenseur avec Benicio del Toro est inspirée d'une situation similaire que l'acteur américain a vécue au Château Marmont, lorsqu'il croisa, à une heure tardive, l'acteur français Olivier Martinez[14].